# Conti di Rouergue
I Conti di Rouergue dall'837 al 1048 furono i seguenti.

## Lista
Tra l'837 e l'840, Fulcoaldo fu confermato nella contea di Rouergue dall'imperatore, Ludovico il Pio, e, verso la metà del IX secolo, Carlo il Calvo ratificò il diritto del possedimento della contea al figlio di Fulcoaldo, Fredelone, a cui assegnò anche la contea di Tolosa, distaccata dal ducato d'Aquitania.
- 837-849 : Fulcoaldo († ca. 849), figlio del conte Giselberto (o Sigeberto) di Rouergue
- 849-852 : Fredelone († ca. 852), anche conte di Tolosa, figlio del precedente
- 852-865 : Raimondo I († 865), anche conte di Tolosa, fratello del precedente
- 865-874 : Bernardo II il Vitello († 874), anche conte di Tolosa, figlio del precedente
- 874-918 : Oddone I († 918), anche conte di Tolosa, fratello del precedente
- 918-ca. 935 : Ermengardo, figlio del precedente
- ca. 935-961 : Raimondo II († 961), figlio del precedente
- 961-1008 : Raimondo III († 1010), figlio del precedente
- 1008-1054 : Ugo I († 1054), figlio del precedente
- 1054-1065 : Berta († 1065) anche contessea d'Alvernia (moglie di Roberto II), figlia del precedente.

Alla morte di Ugo, nel 1054, sua figlia Berta, vide contesa la sua eredità dal conte di Tolosa, Guglielmo IV, e dal fratello di quest'ultimo, Raimondo di Saint-Gilles. Morta Berta nel 1065, Guglielmo IV avocò a sé il titolo di conte di Rouergue, ma Raimondo non accettò tale decisione, scatenando una guerra durata 15 anni, finché alla fine si accordarono per un compromesso: a Guglielmo viene riconosciuta la contea di Tolosa e a Raimondo quella del Rouergue. Raimondo, conte di Rouergue divenne in seguito anche conte di Tolosa, e la contea di Rouergue fu annessa alla contea di Tolosa, seguendone le vicende storiche, sino all'annessione al regno di Francia, del 1271.
Durante la guerra dei cent'anni (1337-1453), il Rouergue cambiò spesso padrone, passando prima ai re d'Inghilterra (il trattato di Brétigny, del 1360, lo aveva assegnato ai Plantageneti), e poi ai conti di Armagnac, fedeli alla corona di Francia.